# UFC Fight Night: Bigfoot vs. Mir
UFC Fight Night: Bigfoot vs. Mir (también conocido como UFC Fight Night 61) fue un evento de artes marciales mixtas celebrado por Ultimate Fighting Championship el 22 de febrero de 2015 en el Ginásio Gigantinho en Porto Alegre, Brasil.

## Historia
El evento original contaba con un combate de peso semipesado entre Rashad Evans y Glover Teixeira. Sin embargo, el 7 de enero, Teixeira fue obligado a salir de la pelea por una lesión en la rodilla que había sufrido en su último combate de la que todavía no se había recuperado. A consecuencia de ello, el combate entre Antônio Silva y Frank Mir que estaba fechado para UFC 184, fue movido como nuevo evento estelar.
El combate de peso wélter entre Wendell Oliveira y TJ Waldburger originalmente programado para la tarjeta preliminar fue cancelado el día del pesaje, en el cual Waldburger se desmayó durante el corte de peso.

## Premios extra
Cada peleador recibió un bono de $50,000.
- Pelea de la Noche: No hubo premiados
- Actuación de la Noche: Frank Mir, Sam Alvey, Marion Reneau y Matt Dwyer